# Naustajaure (Arjeplogs socken, Lappland)
Naustajaure (även Návstajávrrie) är en sjö i Arjeplogs kommun i Lappland och ingår i Skellefteälvens huvudavrinningsområde. Sjön är 16 meter djup, har en yta på 16 kvadratkilometer och befinner sig 413 meter över havet. Sjön avvattnas av vattendraget Skellefteälven.

## Delavrinningsområde
Naustajaure ingår i det delavrinningsområde (728195-160732) som SMHI kallar för Utloppet av Naustajaure. Medelhöjden är 425 meter över havet och ytan är 45,59 kvadratkilometer. Räknas de 363 avrinningsområdena uppströms in blir den ackumulerade arean 6 463,65 kvadratkilometer. Avrinningsområdets utflöde Skellefteälven mynnar i havet. Avrinningsområdet består mestadels av skog (34 procent) och sankmarker (26 procent). Avrinningsområdet har 16,06 kvadratkilometer vattenytor vilket ger det en sjöprocent på 35,2 procent.